# Замок Эфте
Замок Эфте (нем. Schloss Oefte), иногда называемый Дом Эфте (нем. Haus Oefte) — замок на южном берегу Рура, который в Средневековье был феодом в Верденском аббатстве. Впервые упоминается в IX веке. Находится в районе Кеттвиг города Эссен Северный Рейн-Вестфалия, Германия. Является одной из старейших усадеб в регионе.
Значение имени переводится дословно как «Лесной дом на реке». С 1424 до 1938 руины башни крепости Люттенау, называемая также Каттентурм, принадлежали к Эфте.
С 1985 года шато находится под охраной государства, включая окружающий его парк. Окружающая территория используется гольфклубом, поэтому она недоступна.

## Описание

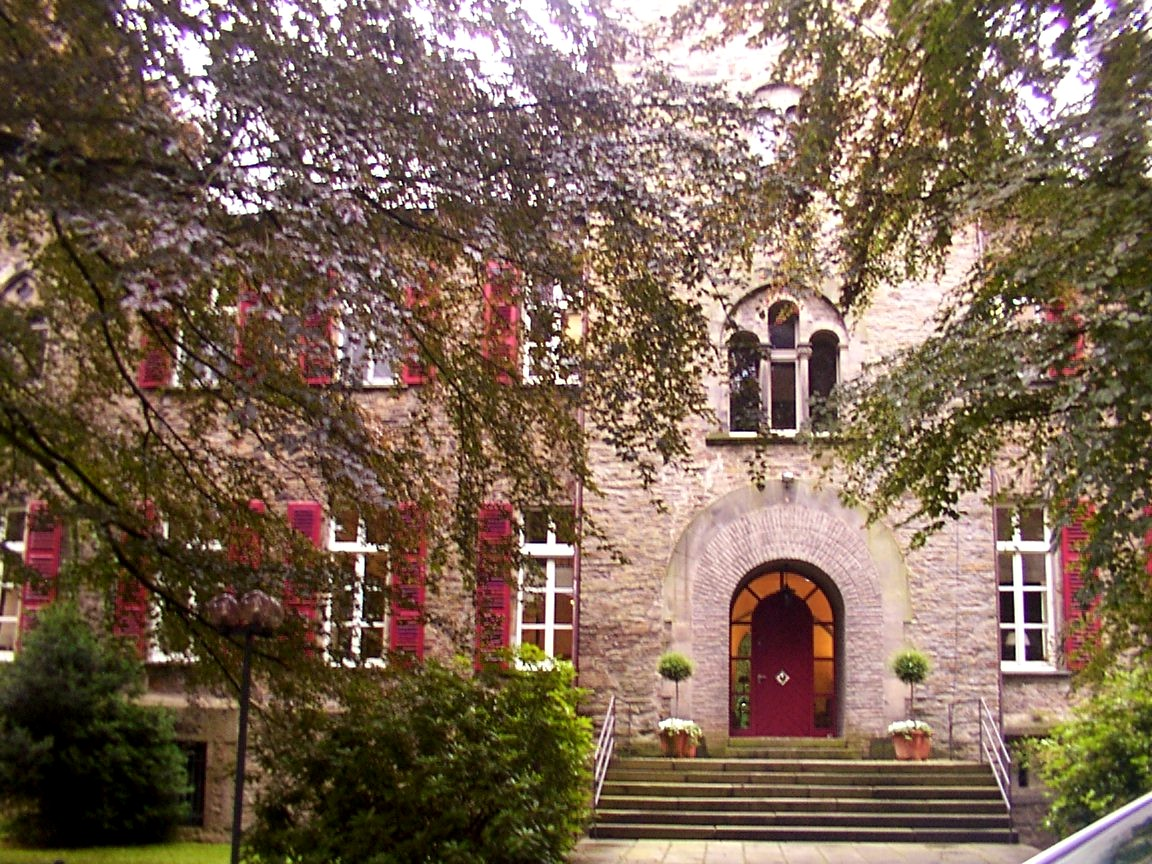
Вход в замок

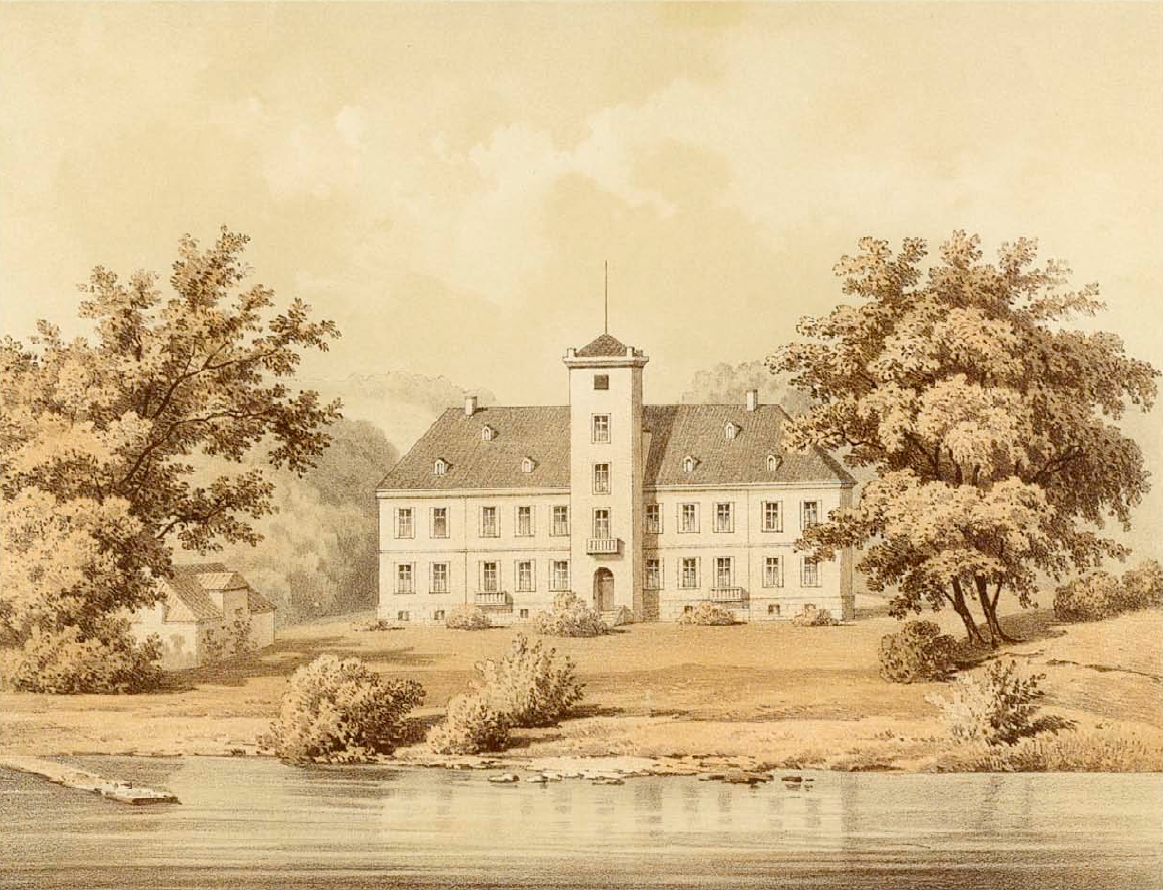
Замок на литографии 1857—1859 годов.

Замок состоит из двух крыльев, облицованных камнем. В результате реконструкции в XIX веке и ремонтными работами в 1961 году замок получил свой сегодняшний вид. Его крылья связаны с центрально расположенной выступающей квадратной башней. Она имеет выступающие зубцы, созданные в 1888 году и три окна с двойными колоннами центра в романском стиле. Трехэтажные крылья разделены на 5 окон с каждой стороны. Расположенная перед башней лестница была создана в 1842 году и некогда могла быть соединена с каменным арочным мостом.
На карте 1771 года замок состоял из двух частей. Одна часть — двор замка, другая — окружённая рвами усадьба. Следы от часовни уже не видны, а рвы отчётливо узнаются как углубление.

## История
Множество домов Рурской области были переданы в конце XII века семье Эфте.
Бракосочетанием Гертруды фон Эллер в XVII веке Эфте прибыл к Дитриху Оттомару фон Эрвитте, полководцу в Тридцатилетней войне. Его дочь Мария Элизабет вышла замуж за Урсулу Вильгельма Фердинанда фон Дорника. Таким образом, привела дом Эфте к его семье.
В последующие годы замок сменил множество владельцев. Благодаря ганноверскому архитектору Фердинанду Шорбаху в XIX веке замок приобрёл неоготические очертания. Лишь в нижней части северо-западного крыла сохранились остатки романского устройства из XII—XIII веков. В то же время был создан существующий ландшафтный парк.